# Arnold Clark Cup
L'Arnold Clark Cup è un torneo di calcio femminile a invito organizzato dalla Federazione calcistica dell'Inghilterra (TheFA) a partire dal 2022. Prende il nome dalla concessionaria di automobili Arnold Clark, con sede a Glasgow, Scozia, che ha firmato un accordo di sponsorizzazione pluriennale. La copertura mediatica della competizione è assicurata dalla rete televisiva ITV.
Disputata durante la pausa internazionale di febbraio/marzo, la Arnold Clark Cup si svolge in concomitanza con altri importanti tornei internazionali femminili a inviti come l'Algarve Cup, la Cup of Nations, la Cyprus Cup, l'Istria Cup, la Pinatar Cup, la SheBelieves Cup, il Tournoi de France, la Turkish Women's Cup e la Women's Revelations Cup.

## Formato
Le quattro squadre invitate si affrontano una volta in un torneo con girone all'italiana. I punti assegnati nella fase a gironi seguono la formula di tre punti per una vittoria, un punto per un pareggio e zero punti per una sconfitta. In caso di parità di punti si deciderà in base alla differenza reti.

## Edizioni
| Anno | Vincitore   | 2º posto | 3º posto | 4º posto      |
| ---- | ----------- | -------- | -------- | ------------- |
| 2022 | Inghilterra | Spagna   | Canada   | Germania      |
| 2023 | Inghilterra | Belgio   | Italia   | Corea del Sud |

## Statistiche

### Vittorie per squadra
| Squadra       | Titoli         | 2º posto | 3º posto | 4º posto |
| ------------- | -------------- | -------- | -------- | -------- |
| Inghilterra   | 2 (2022, 2023) |          |          |          |
| Spagna        |                | 1 (2022) |          |          |
| Belgio        |                | 1 (2023) |          |          |
| Canada        |                |          | 1 (2022) |          |
| Italia        |                |          | 1 (2023) |          |
| Germania      |                |          |          | 1 (2022) |
| Corea del Sud |                |          |          | 1 (2023) |